# Craciformes
Segindo a Taxonomia de Sibley-Ahlquist, Craciformes seria uma ordem de aves de médio porte, constituída por duas famílias: Cracidae das Américas; e Megapodiidae da Australásia. Nas classificações tradicionais (Clement; Peters) elas faziam parte da ordem Galliformes, entretanto estudos filogenéticos, realizados no final da década de 1980, e conduzidos por Sibley e Ahlquist principalmente, levaram à proposta de individualizar as duas famílias numa ordem própria, a Craciformes.
No entanto, actualmente o Congresso Ornitológico Internacional voltou a considerá-las na ordem Galliformes.

## Classificação
Os Craciformes dentro da classificação Sibley-Monroe (Taxonomia de Sibley-Ahlquist) seguem a seguinte sequência linear (exceto pelo gênero Eulipoa):
- Subordem Megapodii
  - Família Megapodiidae Lesson, 1831
    -       - Gênero Alectura Latham, 1824 (1 espécie)
      - Gênero Aepypodius Oustalet, 1880 (2 espécies)
      - Gênero Talegalla Lesson, 1828 (3 espécies)
      - Gênero Leipoa Gould, 1840 (1 espécie)
      - Gênero Macrocephalon Müller, 1846 (1 espécie)
      - Gênero Eulipoa [2] Ogilvie-Grant, 1893 (1 espécie)
      - Gênero Megapodius Gaimard, 1823 (13 espécies)

- Subordem Craci
  - Família Cracidae Vigors, 1825
    - Subfamília Penelopinae

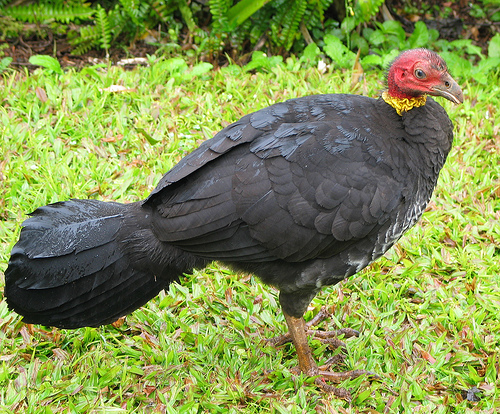
Alectura lathami

      - Gênero Ortalis Merrem, 1786 (12 espécies)
      - Gênero Penelope Merrem, 1786 (15 espécies)
      - Gênero Pipile Bonaparte, 1856
      - Gênero Aburria Reichenbach, 1853 (5 espécies)
      - Gênero Chamaepetes Wagler, 1832 (2 espécies)
      - Gênero Penelopina Reichenbach, 1861 (1 espécie)
      - Gênero Oreophasis G. R. Gray, 1844 (1 espécie)

    - Subfamília Cracinae
      - Gênero Nothocrax Burmesiter, 1856 (1 espécie)
      - Gênero Mitu Lesson, 1831 (4 espécies)
      - Gênero Pauxi Temminck, 1813 (2 espécies)
      - Gênero Crax Linnaeus, 1758 (7 espécies)

## Ligações Externas
- The Earthlife Web: The Craciformes